# Corral del Carbón

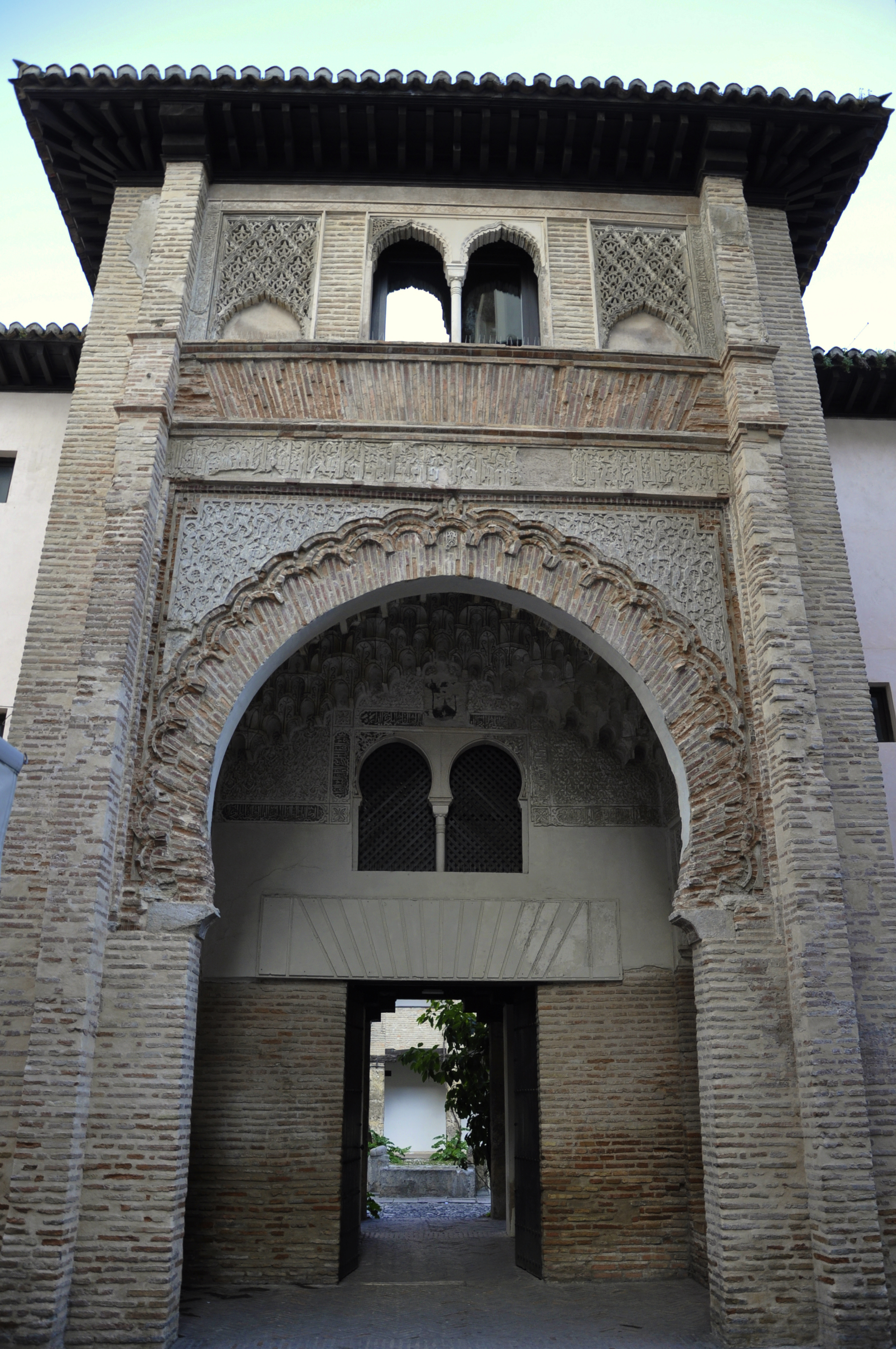
De toegangspoort van de Corral del Carbón

De Corral del Carbón is een gebouw in de Spaanse stad Granada. Het was oorspronkelijk een graanbeurs (Spaans: alhóndiga), opgetrokken in 1336 tijdens de Moorse overheersing. 
Het vervulde ook de functie van karavanserai of overnachtingsplaats voor karavanen die langs trokken. Het is een uniek voorbeeld in Spanje van een funduq of herberg van de Moren waar handelaars met hun producten bijeen kwamen. Later, na de Reconquista werd het achtereenvolgens theater en gemeenschapshuis. Anno 2011 is het kantoor voor een aantal culturele organisaties. Opvallend is de hoefvormige toeganspoort, versierd met sebka en een binnenplaats met een galerij op kolommen.
De huidige naam wijst er op dat het ook een marktplaats voor steenkool was.